# Talqūr
Talqūr (persiska: تلقور) är en ort i Iran.   Den ligger i provinsen Khorasan, i den nordöstra delen av landet, 700 km öster om huvudstaden Teheran. Talqūr ligger 1 549 meter över havet och antalet invånare är 503.
Terrängen runt Talqūr är lite bergig. Runt Talqūr är det ganska glesbefolkat, med 35 invånare per kvadratkilometer. Närmaste större samhälle är Kharkat, 18,2 km öster om Talqūr. Omgivningarna runt Talqūr är i huvudsak ett öppet busklandskap.